# Église Saint-Pierre de Chemillé
Pour les articles homonymes, voir Église Saint-Pierre.
L’église Saint-Pierre est une église catholique située à Chemillé-en-Anjou, dans le département de Maine-et-Loire, en France.

## Localisation
L'église est située dans le bourg Saint-Pierre de Chemillé.

## Description
L'église est reliée au château des Cloîtres et à la salle du Prieuré, dont le plafond ressemble à une coque de bateau renversée.[réf. nécessaire]
La paroisse accueille en permanence une exposition sur les Guerres de Vendée. L'édifice mélange les styles gothique et roman. Le chœur est légèrement incliné par rapport à la nef pour rappeler la position de la tête du Christ sur la croix après son dernier soupir.
Un orgue polyphone, construit en 1911 par le facteur d’orgues Louis Debierre, se trouve dans le transept gauche, au sol.

## Historique
L'édifice est classé au titre des monuments historiques en 1969. 

### La paroisse pendant la Révolution
La paroisse Saint-Pierre est l'une des quatre paroisses de la ville. En 1790, le curé Pierre Cochard refuse de prêter le serment de fidélité à la constitution civile du clergé. Il est arrêté et interné au séminaire d'Angers le 17 juin 1792. Le 26 août 1792, un décret voté par l'Assemblée ordonne la déportation de tous les prêtres réfractaires hors du territoire. Pierre Cochard est déporté sur le navire la Didon, le 21 septembre 1792 vers l'Espagne. Grâce au Concordat signé en 1802 entre l'empereur Napoléon Ier et le pape Pie VII, les prêtres chemillois qui avaient été déportés en Espagne peuvent rentrer en Anjou. François Morigné, ancien curé de Saint-Gilles, paroisse supprimée en 1791, devient curé de Saint-Pierre. Il exerce cette charge jusqu'à sa mort en 1820. Sa tombe est encore visible dans le cimetière Saint-Pierre.

## Galerie

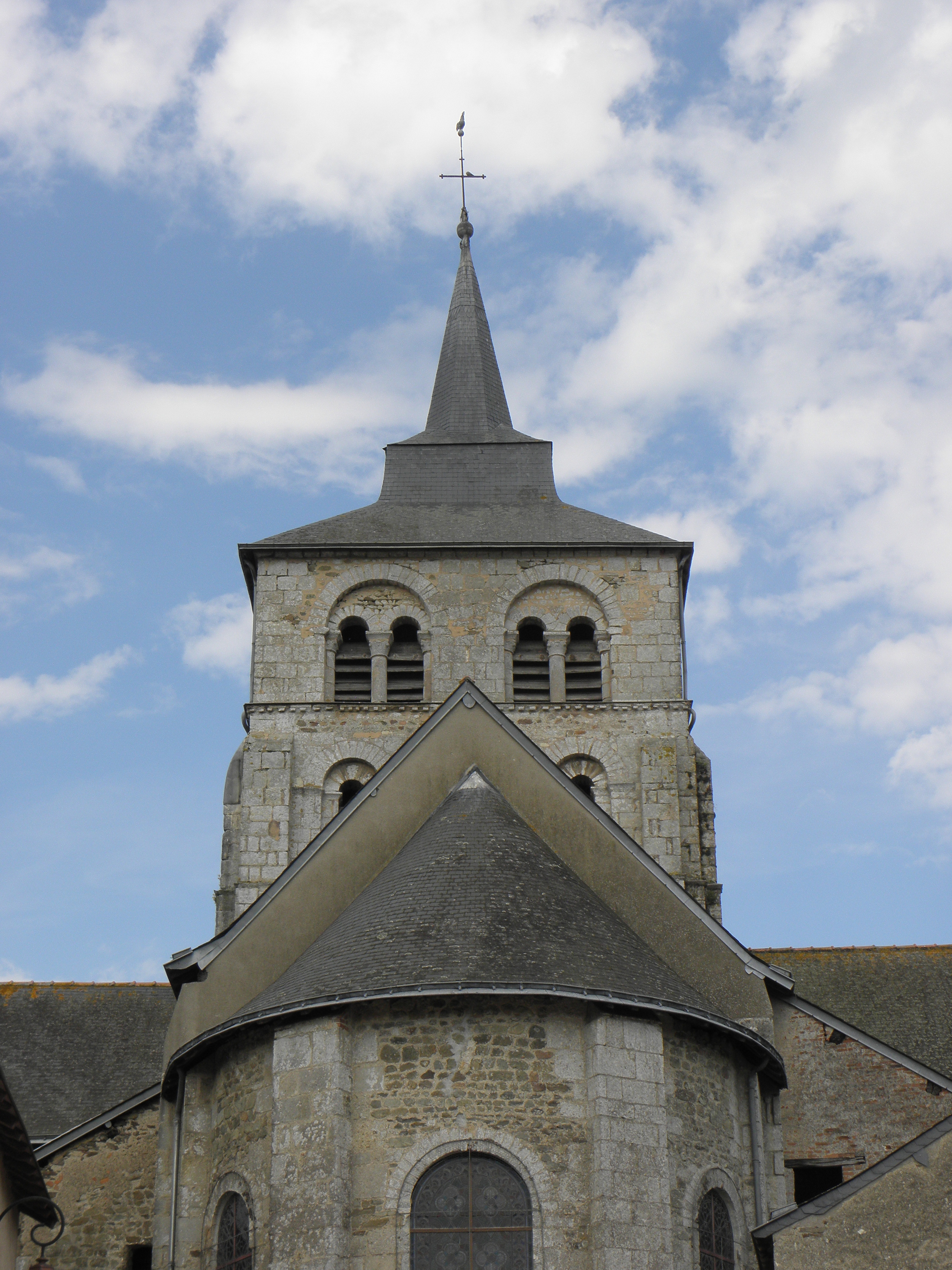
Le clocher
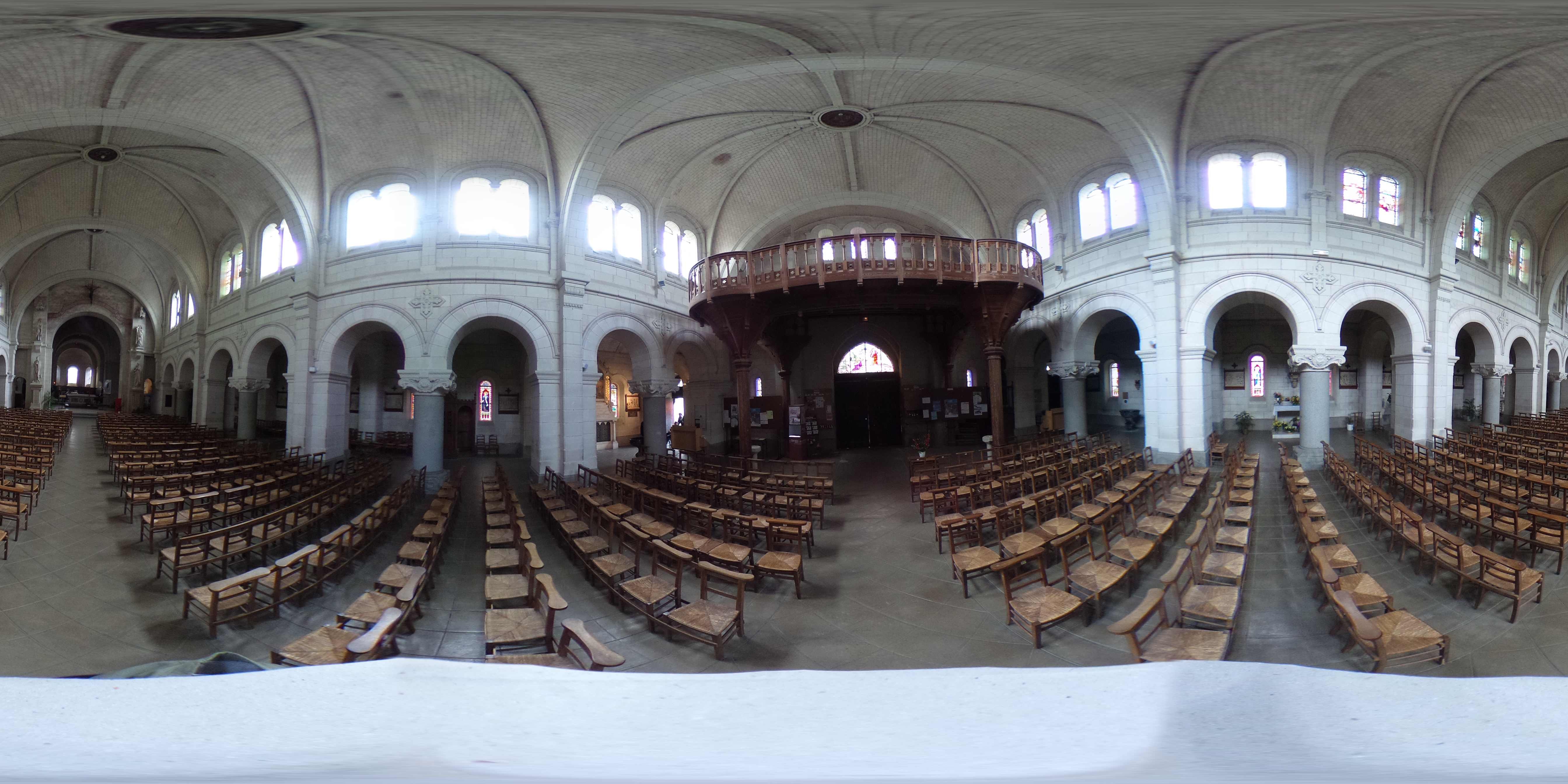
Vue intérieure
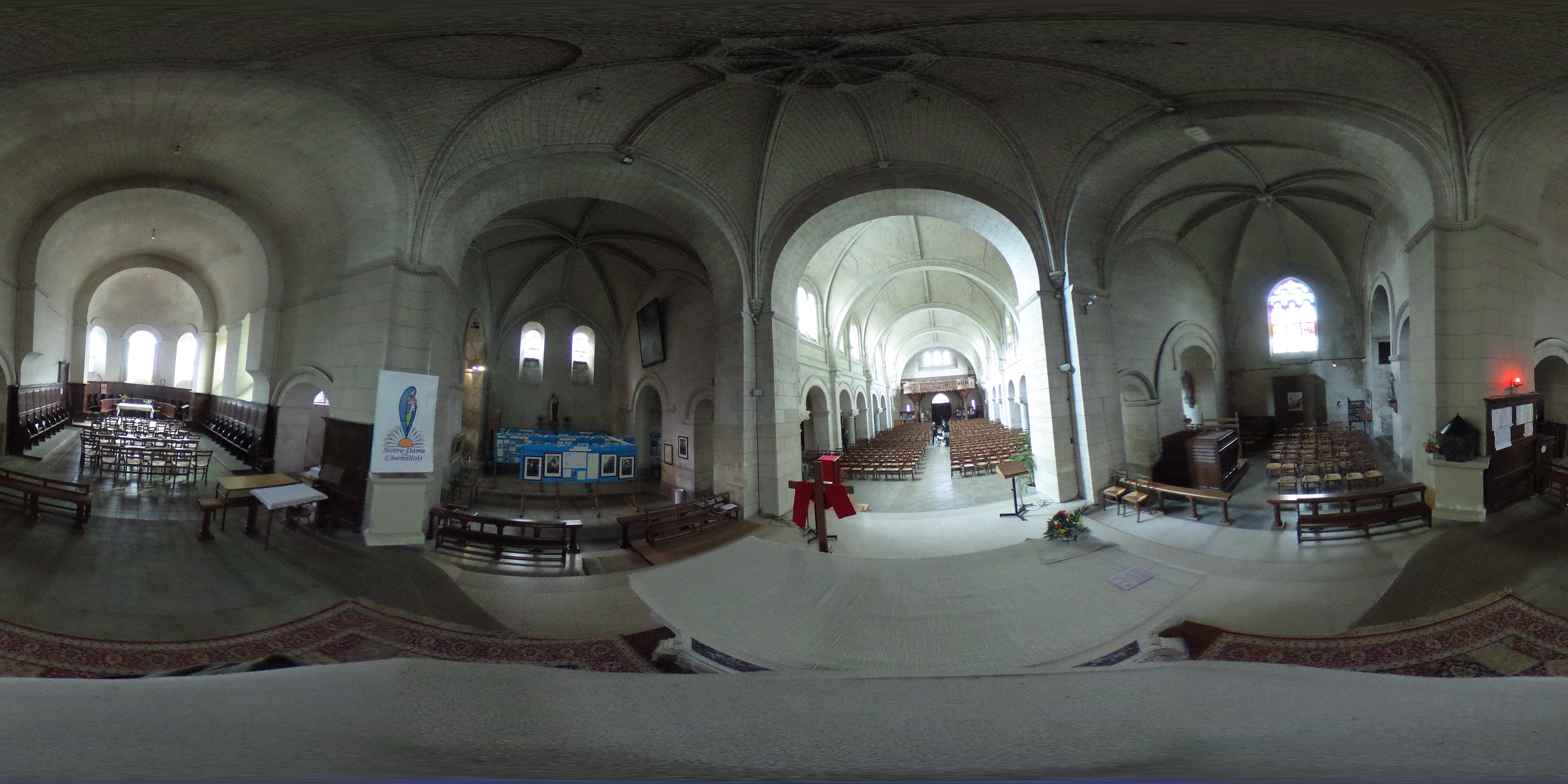
Vue intérieure
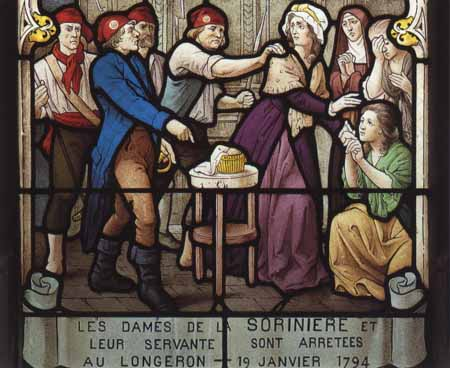
Vitraux
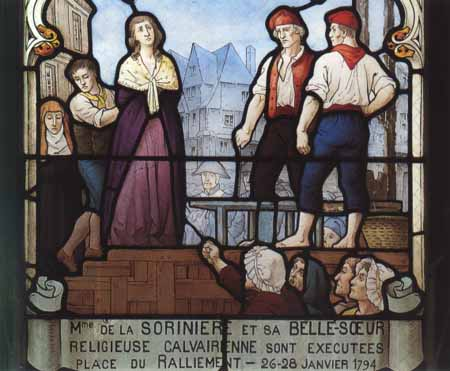
Vitraux